# Yamashiro (provincia)

Mappa delle province giapponesi con la provincia di Yamashiro evidenziata

La provincia di Yamashiro (山城国?, Yamashiro-kuni) fu una provincia del Giappone, che corrisponde alla parte meridionale dell'attuale  prefettura di  Kyoto sull'isola di Honshū.
Durante il periodo Muromachi fu sede dello Shogunato Ashikaga.